# 후루비라정
후루비라정(일본어: 古平町)은 일본 홋카이도 서부 샤코탄반도 북동쪽에 있는 정이다. 시리베시 종합진흥국 후루비라군에 속한다.
이름은 아이누어의 ‘후레피라’(hure-pira, 붉은·벼랑), ‘후르-피라’(hur-pira, 언덕·벼랑) 등 유래라는 설과 정내의 지형에 근거한 여러 설이 있다.

## 지리
샤코탄반도를 형성하는 산들에서 발원하는 후루비라강이 정의 중앙을 북쪽으로 흘러 그 유역이 정역의 대부분을 차지하고 있다. 후루비라강 하구의 좌안에 중심 시가지가 있고, 여기에서 북쪽으로 계속되는 해안선은 만을 형성하고 있어 천연의 양항을 이룬다. 그 외의 해안선은 절벽이 계속되고 기암도 많아 경승지가 되고 있다.

## 역사
에도 시대 초기부터 후루비라 장소가 설치되어 청어잡이로 번창한 땅이다. 메이지 시대에 들어와 개척사 출장소가 놓이는 등 동부 샤코탄 지역의 중심지로 발전을 계속했지만 청어 어획량이 급격히 감소한 1950년대부터 인구는 감소세로 바뀌었다.
- 1902년 4월 1일 - 후루비라군에 속하는 5정 4촌을 합병하여 후루비라정을 성립하였다.

## 산업
어업, 수산 가공(명란젓), 농업이 활발하다. 딸기 재배에도 힘을 쓰고 있다.

## 교통

### 도로
- 국도 229호선